# Bitwa pod Freibergiem
Bitwa pod Freibergiem – starcie zbrojne, które miało miejsce 29 października 1762 roku w czasie wojny siedmioletniej.
30-tysięczna armia pruska pokonała 40-tysięczną armię austriacko-sasko-cesarską. Była to ostatnia wielka bitwa tej wojny pomiędzy Prusami a Austrią.